# Myosotis concinna
Myosotis concinna är en strävbladig växtart som beskrevs av Thomas Frederic Cheeseman.
Myosotis concinna ingår i släktet förgätmigejer, och familjen strävbladiga växter. Inga underarter finns listade i Catalogue of Life.